# Rhizoryssomus ruficollis
Rhizoryssomus ruficollis is een keversoort uit de familie lieveheersbeestjes (Coccinellidae). De wetenschappelijke naam van de soort is voor het eerst geldig gepubliceerd in 1972 door Hofmann.